# 长孙稚
长孙稚（約455年—535年），原名冀归，鮮卑族。魏孝文帝以他年幼就继承家业，赐名为稚，《北史》为避唐高宗李治讳称之为长孙幼，字承业，北魏政治人物。是长孙道生的曾孙。

## 生平
长孙稚出生时母亲就病逝，由其姨表兄元洪超母亲抚养长大。魏孝文帝南征南朝萧齐时，长孙稚为前将军。魏宣武帝时，因为女婿侯渊之父侯刚，被权臣元叉所看重，长孙稚因此出任抚军大将军，扬州刺史、假镇南大将军、都督淮南诸军事。与南朝萧梁大将裴邃、虞鸿在寿春对峙，长孙稚几个儿子骁勇善战，裴邃很是头痛，号称其为“铁小兒”。
孝昌二年（526年），五原人鲜于修礼在定州（河北保定）起兵反叛，年号鲁兴。长孙稚以大都督之职率军征讨，随即河间王元琛取代其任大都督，两人原本在寿春时就不和，行军至呼沱河时，一人欲战，一人不从，在五鹿终被鲜于修礼击破大军，两人逃回洛阳，俱被免除官爵。
两个月后，四川陈双炽聚众反叛，自号始建王。长孙稚复任假镇西将军、讨蜀都督。征讨有功，升为平东将军，恢复公爵爵位。后除尚书右仆射。魏孝庄帝即位后，重新进封为上党王，不久改为冯翊王，后又降为郡公。在北魏末期历任司徒公、太尉公、太傅。
532年，出帝元修向西投奔长安的宇文泰，长孙稚当时镇守武牢，也随同赴长安，被封为太师、录尚书事，封上党王。大统元年（535年）去世，赠假黄钺、大丞相、都督三十州诸军事、雍州刺史，谥曰文宣。

## 子孙
长孙稚年少时斗鸡走马，与人争斗将其杀死，躲藏在龙门将陈兴德家。为报恩，将继室罗氏前夫之女吕氏，嫁给陈兴德之兄陈兴恩。前妻张氏生二子长孙子彦、长孙子裕；后妻罗氏生三子：长孙绍远、长孙士亮、长孙季亮。罗氏大长孙稚十余岁，性格好妒，不许长孙稚有姬妾。有四个女仆因她怀疑与丈夫有染，被迫害致死。
- 长子：长孙子彦（497—548），名儁，字子彦，魏使持节、骠骑大将军、开府仪同三司、太子太傅、后军大都督、侍中，封平高郡公，赠雍州刺史，谥曰威襄。夫人河南娄贵华（499—540），封顺阳郡君，生长子义昚、次子季明、之礼、安礼、毗娄、毗则、毗善、羌童、朗儿。
- 次子：长孙子裕，魏武卫大将军、太常卿、平原县开国侯。
  - 孙：长孙兕，字义贞，后周熊州刺史，袭封平原县开国侯，赠勋州绛州晋州三州诸军事。妻叱干氏。
    - 曾孙：长孙謩，字伯謩，勋州刺史。
    - 曾孙：长孙炽，字仲光，隋大理卿、民部尚书、饶良靖公。
      - 玄孙：长孙仁，字安世，隋任通事舍人，检校陕县令，仕王世充，武德四年死狱中，年五十一。

    - 曾孙：长孙敞，字休明，小名多宝，隋金紫光禄大夫、宗正卿、平原郡开国公，谥曰良（或安）。
      - 玄孙：长孙无虑，字义常，唐通议大夫、卫州刺史、华容郡公。
      - 玄孙：长孙无傲，字义庄，唐邢州刺史。卒于咸亨二年（671年），年七十二。夫人窦胡娘，襄阳公主和驸马窦诞之女，卒于贞观十一年，享年廿一。

    - 曾孙：长孙晟，字季晟，小名鹅王，隋右骁卫将军、淮阳太守，唐赠司空、齐献公。晟女为唐太宗文德皇后。
      - 玄孙：长孙行布
      - 玄孙：长孙恒安
      - 玄孙：长孙无宪，字安业，唐左监门将军。
      - 玄孙：长孙无忌，太尉、赵国公。
      - 玄孙：长孙无逸，云麾将军、郫县公。
      - 玄孙女：长孙氏，张琮妻。
      - 玄孙女：长孙氏，王韶妻。
      - 玄孙女：长孙氏，文德皇后。
- 三子：长孙绍远（506—565），字师，西魏大统初拜中书令，袭爵上党王，后例降为上党公，改冯翊郡公。北周复封上党郡公，历任大司乐、礼部、京兆尹、少保、大将军、小司空、河州刺史、小宗伯。卒赠郏中熊邵义五州诸军事、郏州刺史，谥曰献。
  - 孙：长孙览，北周大司徒、薛国公，隋宜州刺史。
    - 曾孙：长孙洪，袭薛国公，历宋顺临三州刺史、司农少卿、北平太守。
    - 曾孙：长孙宽，北周管国公。
      - 玄孙：长孙昭，郢州刺史。

    - 曾孙：长孙龛，房州刺史
    - 曾孙：长孙操，陕东道行台金部郎中、归州长史，赠并州都督、乐寿县男，谥曰安。
      - 玄孙：长孙宪，屯田郎中、德州刺史。
      - 玄孙：长孙谊，睦州刺史。
      - 玄孙：长孙鉴
      - 玄孙：长孙诠，驸马、尚辇奉御。尚太宗女新城公主，显庆四年，许敬宗诬其与长孙无忌谋反，流放嶲州而死。
- 四子：长孙士亮，名澄，字士亮，周秦州刺史、义门郡公，谥曰简。
  - 孙：长孙嵘，字山尼，隋司农少卿。
    - 曾孙：长孙勣
      - 玄孙：长孙知人，贞观廿年官尚药奉御，二十二年官司农少卿。

  - 孙：长孙纬，字道客，隋太常博士。
    - 曾孙：长孙曜，蜀王府长史。
      - 玄孙：长孙安，字弘安，青州长史。

  - 孙：长孙轨，隋梁州司马。
  - 孙：长孙始
  - 孙：长孙恺，隋大将军。
    - 曾孙：长孙顺德，泽州刺史、邳国公，谥曰襄。
      - 玄孙：长孙嘉庆

    - 曾孙：长孙敬道，唐左亲卫队正。
      - 玄孙：长孙曦，驸马、黄州刺史。尚太宗女新兴公主。
      - 玄孙：长孙白泽
- 五子：长孙季亮，名巠，字季亮，北周秦魏等八州刺史、清都公。
  - 孙：长孙总，随袭爵清都公，绵赵等六州刺史、大将军。
    - 曾孙：长孙大敏，唐职方员外郎。
      - 玄孙：长孙希範，司门员外郎。
      - 玄孙：长孙希古，洛州福昌县令。夫人李氏，法号弥勒，韩王李元嘉之女。早封南海县主。有子长孙眄、长孙容等。
      - 玄孙：长孙思一，洺州洺水县令。二女婿柳从俗，是柳宗元曾祖。

    - 曾孙女：长孙四娘（592—652），嫁灵州都督、怀仁县公郭嗣本，封乐安郡君、怀仁国夫人。
- 子：长孙景略，大将军、荊州总管。
  - 孙女：长孙淑信，嫁隋观王杨雄。

## 住所
长孙稚的住所位于洛阳城清阳门内御道北修梵寺以北的永和里，该里南北都有水池，是董卓所建造，至东魏时期都仍有水，冬天和夏天也不会枯竭。永和里有太傅录尚书长孙稚、尚书右仆射郭祚、吏部尚书邢峦、廷尉卿元洪超、卫尉卿许伯桃、凉州刺史尉聿等六个住宅，都是门户高大屋宇华美，馆舍宽阔壮丽，楸树和槐树的树荫遮蔽道路，桐树和杨树夹杂种植，当世称之为贵里。